# 關華恩
關華恩（英語：Ryan Ambrad Cuenca，1992年2月21日—），生於香港，香港足球運動員，司職後衛，曾效力香港超級聯賽球會和富大埔。

## 球會生涯
關華恩生於香港，早年就讀聖保羅書院。為南華青年軍於2011年轉到深水埗預備組，為考入香港理工大學而暫停練習直到在2015年1月成功考入後復出加盟標準流浪，其後轉投甲組球會東區及花花，於2017年4月加盟和富大埔，5月3日為和富大埔奪得當屆的菁英盃冠軍。

## 榮譽
和富大埔
- 香港菁英盃冠軍（2016–17季度）

## 外部連結
- 香港足球總會網頁球員註冊資料 （页面存档备份，存于）